# Silvia Pinalová

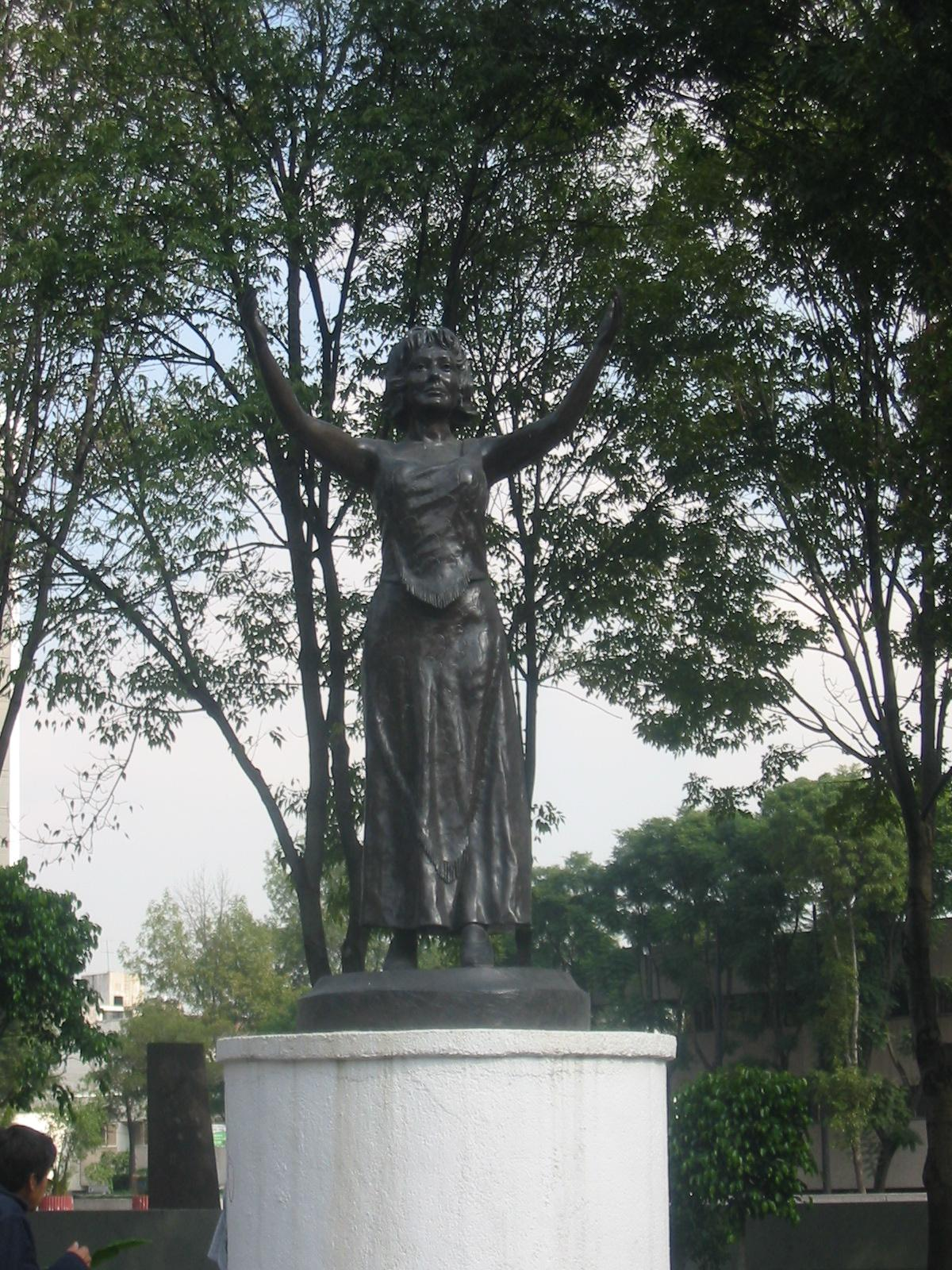
Socha Silvie Pinalové od Oscara Ponzanelliho v Jardin de los Grandes Valores

Silvia Pinalová, rodným jménem Silvia Pinal Hidalgo (12. září 1931 Guaymas, Sonora – 28. listopadu 2024 Ciudad de México) byla mexická herečka a politička, která ztvárnila titulní roli novicky Viridiany v Buñuelově stejnojmenném filmu. Zahrála si také v jeho dalších dvou snímcích Anděl zkázy a Šimon na poušti. Představovala jednu z největších osobností éry zlatého věku mexického filmu.

## Herecká a politická kariéra
Jako členka mexické levicově orientované Institucionální revoluční strany (Partido Revolucionario Institucional, PRI) byla zvolena poslankyní Poslanecké sněmovny a poté také senátorkou do horní komory parlamentu Kongresu Unie.
Na filmovém plátně debutovala v roce 1949 ve věku osmnácti let snímky La Bamba a El pecado de Laura. Hrála také v divadle. Vystupovala ve španělské verzi muzikálu Mame. Postupně založila vlastní divadelní soubory nazvané Teatro Silvia Pinal a Teatro Diego Rivera. Objevila se v titulních rolích muzikálů Que tal Dolly!, španělské mutaci Hello, Dolly! a Gypsy, kde hrála po boku své skutečné dcery Alejandry Guzmánové.

## Soukromý život
První ze čtyř manželství uzavřela s kubánským hercem Rafaelem Banquellsem, který je otcem její dcery, také herečky Sylvie Pasquelové (Pasquel je kombinace příjmení rodičů Pinal a Banquells). Druhým mužem byl filmový producent Gustavo Alatriste, s nímž měla druhou dceru, herečku Viridianu Alatristovou (rodným jménem Viridiana Alatriste Pinal; 1963–1982), která zemřela v devatenácti letech při autonehodě.
Třetím manželem se stal ve Venezuele narozený mexický herec a zpěvák Enrique Guzmán. Společně mají dva potomky Luise Enriqueho Guzmána a Alejandru Guzmánovou. Poslední manželství s Tuliem Hernándezem trvalo třináct let, a to v období 1982 až 1995.
V listopadu 2024 byla hospitalizována v nemocnici s infekcí močových cest. Zemřela 28. listopadu 2024 v mexickém hlavním městě Ciudad de México ve věku třiaadevadesáti let.

## Divadlo
- Adorables Enemigas, (2008)
- Debiera haber obispas, (2005)
- Gypsy, (1993)
- Que tal, Dolly!, španělská verze Hello, Dolly! (1996)
- Mame

## Filmografie

### Televize
- Mujeres Asesinas (2009), Inez (seriál)
- Una familia de diez (2007)
- Mujer, casos de la vida real (1985–2007), moderátorka
- La revista increible de Silvia Pinal, (1979)
- Silvia y Enrique (1973), moderátorka

#### Telenovely
- Una familia con suerte (2011), hrála sama sebe
- Soy Tu Dueña (2010), Isabel Rangel Vda. de Dorantes
- Fuego En La Sangre (2008), Santita
- Amor sin Maquillaje (2007)
- Aventuras en el tiempo (2001), Silvia
- Carita de Ángel (2000), matka Lucía
- El privilegio de amar (1998)
- Lazos de amor (1995), hrála sama sebe
- Eclipse (1984)
- Mañana es primavera (1983)
- Y ahora, que? (1980)
- ¿Quien? (1973)
- Los caudillos (1968), Jimena
- Al rojo vivo

### Film
- Ya no los hacen como antes (2003), Genoveva Reyer
- Puppy-Go-Round (1996)
- Modelo antiguo (1992), Carmen Rivadeneira
- Pubis Angelical (1982), Beatriz
- Dos y dos, cinco (1981), Julia
- Carlota: Amor es... veneno (1981), Carlota Cavendish
- El canto de la cigarra (1980), Elisa
- El niño de su mamá (1980), Tina
- Las mariposas disecadas (1978)
- Divinas palabras (1977), Mari Gaila
- Los cacos (1972)
- ¡Cómo hay gente sinvergüenza! (1972)
- La Güera Xóchitl (1971), Xóchitl Torres
- Secreto de confesión (1971)
- Bang bang... al hoyo (1971), Doliente
- Caín, Abel y el otro (1971)
- Los novios (1971), Irene
- La mujer de oro (1970) , Silvia Torres
- La hermana Trinquete (1970)
- El cuerpazo del delito (1970), Magda Bustamante/Enriqueta
- El amor de María Isabel (1970), María Isabel Sánchez
- El despertar del lobo (1970), Kim Jones
- Shark! (1969), Anna
- 24 horas de placer (1969), Catalina
- María Isabel (1968), María Isabel Sánchez
- Zbraně pro San Sebastian (1968), Felicia
- La soldadera (1967), Lázara
- Juego peligroso (1967), Lena Anderson (díl: Divertimento)
- Estrategia matrimonial (1967)
- Los Cuervos están de luto (1965)
- Šimon na poušti (1965) ďábel
- Buenas noches, año nuevo (1964)
- Anděl zkázy (1962) , Leticia 'La Valkiria'
- Adiós, Mimí Pompón (1961)
- Viridiana (1961), Viridiana
- Maribel y la extraña familia (1960)
- Charlestón (1959)
- Las locuras de Bárbara (1959)
- Uomini e nobiluomini (1959), Giovanna
- El hombre que me gusta (1958), Marta
- Una golfa (1958)
- Una cita de amor (1958)
- Préstame tu cuerpo (1958), Leonor Rivas Conde/Regina Salsamendi
- ¡Viva el amor! (1958), Veronica de la Maza
- Desnúdate, Lucrecia (1958)
- Mi desconocida esposa (1958)
- Dios no lo quiera (1957), Felisa
- Cabo de hornos (1957)
- La dulce enemiga (1957), Lucrecia
- Teatro del crimen (1957)
- La adúltera (1956), Irene
- El inocente (1956), Mané
- Locura pasional (1956), Mabel Mendoza
- La vida tiene tres días (1955), María Andrade
- Amor en cuatro tiempos (1955), Silvia
- La sospechosa (1955), Regina de Alba
- Historia de un abrigo de mink (1955), Margot
- Pecado mortal (1955), Soledad Hernández
- Un extraño en la escalera (1955)
- Vendedor de muñecas (1955)
- Si volvieras a mi (1954), Lidia Kane
- El casto Susano (1954), Mimí
- Hijas casaderas (1954), Magdalena
- Reventa de esclavas (1954), Alicia Sandoval/Isis de Alejandría
- Las cariñosas (1953), Carmen Santibañes
- Yo soy muy macho (1953), María Aguirre
- Mis tres viudas alegres (1953) Silvia
- Doña Mariquita de mi corazón (1953), Paz Alegre
- Sí... mi vida, (1953)
- Me traes de un ala (1953), Rosita Alba Vírez
- Cuando los hijos pecan (1952), Tencha
- Ahora soy rico (1952), Sonia Iliana
- Un rincón cerca del cielo (1952), Sonia Iliana
- Por ellas aunque mal paguen (1952)
- Mujer de medianoche (1952)
- La estatua de carne (1951), Marta
- Recién casados... no molestar (1951), Gaby
- Una gallega baila mambo (1951), Carmina
- El amor no es negocio (1950), Malena
- El amor no es ciego (1950)
- Azahares para tu boda (1950), Tota
- La marca del zorrillo (1950)
- El portero (1950)
- El rey del barrio (1950)
- La mujer que yo perdí (1949), Laura
- Escuela para casadas (1949), Teresa Moreno
- Bamba (1949)
- El pecado de Laura (1949), Juanita